# Cmentarz wojenny nr 175 – Poręba Radlna
Cmentarz wojenny nr 175 – Poręba Radlna – zabytkowy cmentarz z I wojny światowej w miejscowości Poręba Radlna. Jest jednym z 400 zachodniogalicyjskich cmentarzy wojennych zbudowanych przez Oddział Grobów Wojennych C. i K. Komendantury Wojskowej w Krakowie. W VI okręgu tarnowskim cmentarzy tych jest 62.

## Położenie
Cmentarz znajduje się tuż pod szczytem Slonej Góry na Pogórzu Ciężkowickim. Zlokalizowany jest na obrzeżu lasu, przy gospodarstwie agroturystycznym „Dom na Słonej Górze”. W niewielkiej odległości od cmentarza prowadzi droga z Poręby Radlnej do Pleśnej oraz szlak turystyczny „Cmentarze wojskowe I wojny światowej”.

## Opis cmentarza
Zaprojektowany przez Heinricha Scholza na planie prostokąta. Ogrodzenie tworzy drewniany płot sztachetkowy o przęsłach zawieszonych na solidnych, murowanych z kamieni słupkach. Wejście przez dwuskrzydłową drewnianą furtkę. Centralnym pomnikiem jest drewniany krzyż z figurą Chrystusa. Głowa Chrystusa zwieńczona jest metalową glorią, a ramiona krzyża nakryte dwuspadowym daszkiem i wzmocnione skośnymi podporami. Nagrobki żołnierzy ułożono w nieregularnych rzędach. Posiadają posiadają betonowe stele zwieńczone żeliwnymi krzyżami trzech rodzajów. Na mogiłach żołnierzy armii austro-węgierskiej są to krzyże maltańskie lub łacińskie, na mogiłach żołnierzy armii rosyjskiej dwuramienne krzyże lotaryńskie. Na stelach są także blaszane tabliczki z nazwiskami żołnierzy. W obrębie cmentarza rosną dorodne buki.

## Polegli
W 11 grobach zbiorowych i 15 pojedynczych pochowano tu 37 żołnierzy armii austro-węgierskiej i 37 armii rosyjskiej. Polegli podczas bitwy pod Gorlicami w 1915 r. Z nazwisk znanych jest 32 żołnierzy.

## Losy cmentarza
Austriacy wykonali cmentarz bardzo starannie, jednak z biegiem czasu ulegał on naturalnemu niszczeniu. W 2001 r. dokonano jego generalnego remontu. Wyrównano teren, wykonano nowy drewniany płot, nową bramkę wejściową, nowy krzyż z repliką rzeźby Chrystusa, ustawiono nowe nagrobki z nowymi żeliwnymi krzyżami i nowymi blaszanymi tabliczkami.

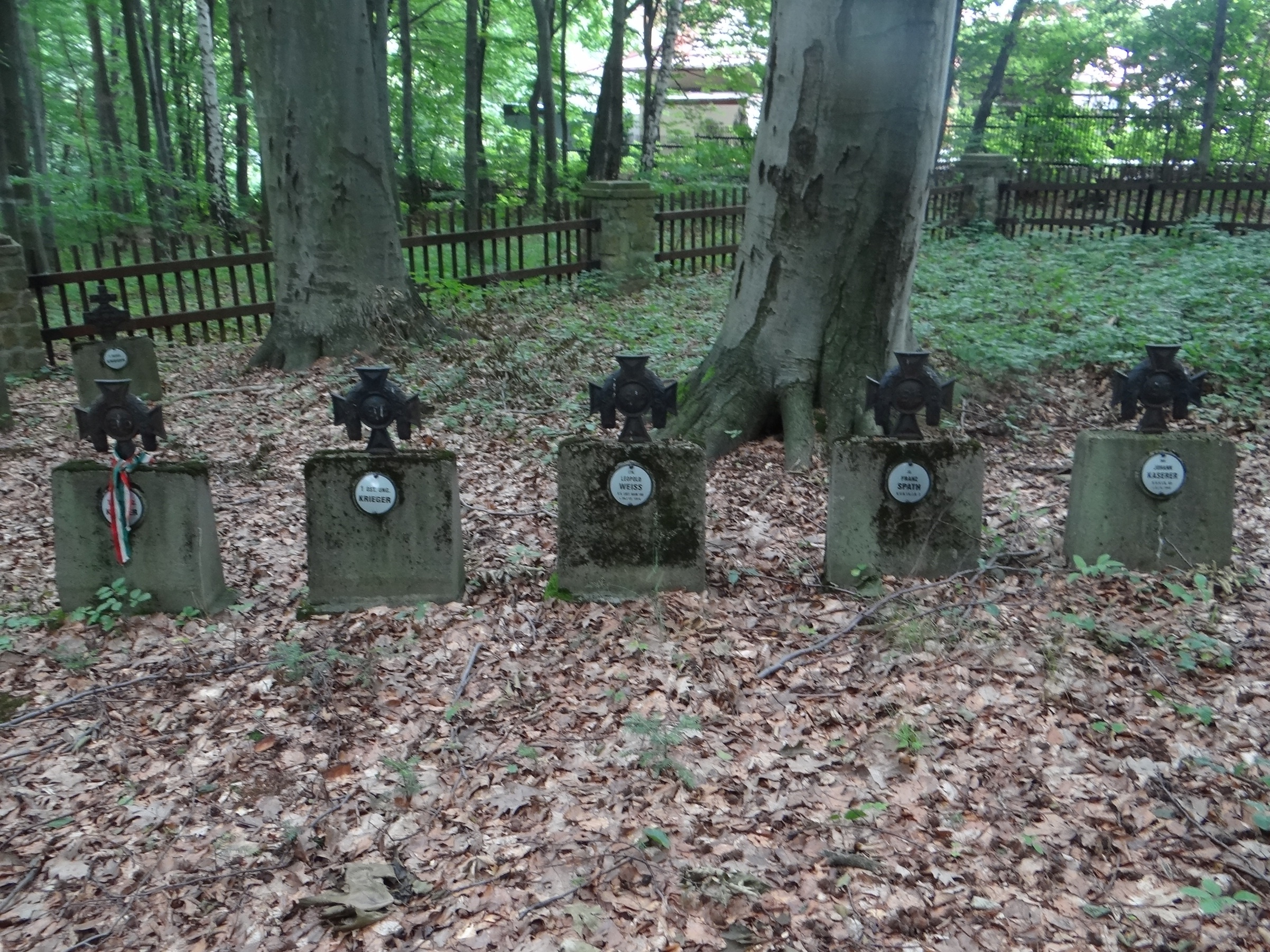
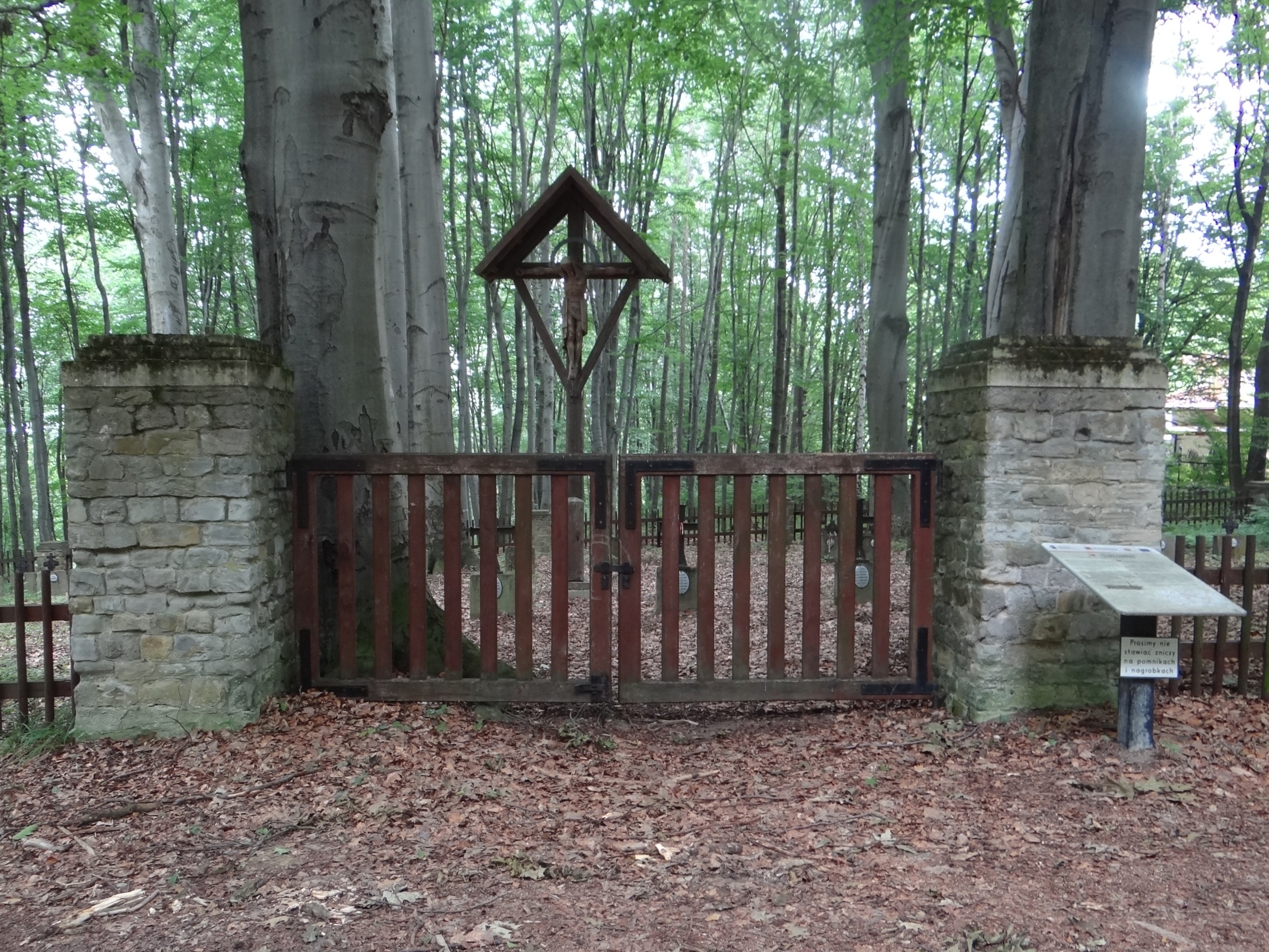
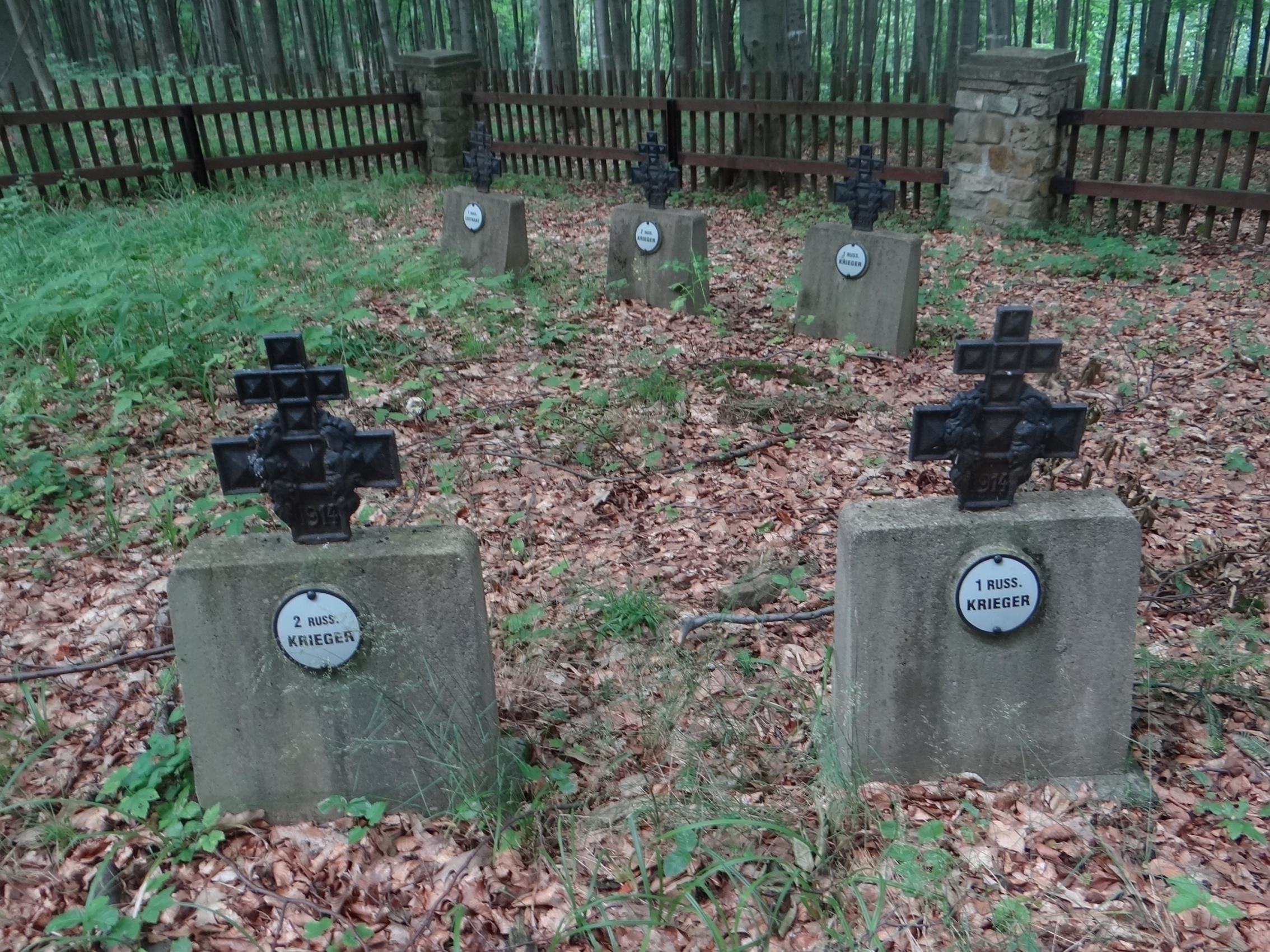